# Lammassaari (ö i Kajanaland, Kajana, lat 64,15, long 28,52)
Lammassaari är en ö i Finland. Den ligger i sjön Pieni-Kiimanen och i kommunen Sotkamo i den ekonomiska regionen  Kajana ekonomiska region  och landskapet Kajanaland, i den centrala delen av landet, 500 km norr om huvudstaden Helsingfors. Öns area är 4,4 hektar och dess största längd är 480 meter i sydöst-nordvästlig riktning.